# Pyote
Pyote – miasto w Stanach Zjednoczonych, w stanie Teksas, w hrabstwie Ward.